# Christian Schenk (Mechaniker)
Christian Schenk (* 1. Oktober 1781 in Schwimmbach, heimatberechtigt in Signau; † 20. November 1834 in Bern) war ein Schweizer Mechaniker, Konstrukteur und Erfinder.

## Leben
Christian Schenk war der Sohn des Kleinbauern und Webers Ulrich Schenk. Er heiratete 1805 die Bauerntochter Verena Lüthy († 1830) von Langnau im Emmental. Sie bekam 14 Kinder, darunter den Bundesrat Carl Schenk, der sechsmal als Bundespräsident amtierte. Rudolf Schenk (1858–1923), ein Enkel, war Schul- und Armendirektor in Bern sowie Mitbegründer der Schweizerischen Gesellschaft für Schulgesundheitspflege. Rosa Schenk, eine Enkelin, heiratete den Tierarzt und Hochschullehrer Ernst Hess (1860–1920).
Schenk arbeitete 1797 als Büchsenmacher in Bern und danach als Zeugschmied in Signau. Im Bockenkrieg lernte er 1804 die Ostschweizer Textilindustrie kennen. Anschliessend zog Schenk nach Bern und konstruierte Maschinen für zwei Textilfabriken. Mit bis zu 70 Gesellen stellte er Feuerspritzen, Sämaschinen und Präzisionsgewehre in seinen Werkstätten her. Mit Unterstützung von Samuel Friedrich Lüthardt gründete Schenk 1812 eine feinmechanische Werkstätte. Zu seinen Produkten gehörten astronomische Instrumente und Theodolite. Entwickelt hatte er diese in enger Zusammenarbeit mit der Berner Akademie. Schenk entwarf 1816 die erste Schweizer Dampfmaschine. Nach geschäftlichen Misserfolgen musste er 1820 seinen Betrieb aufgeben. Sein Bruder Ulrich war 1817 aus dem Unternehmen ausgeschieden. Christian Schenk wurde «Mechanikus» genannt, Ulrich «Physikus».
Die Pariser Société d’encouragement pour l’industrie nationale, die Schweizerische Naturforschende Gesellschaft (SNG) und die bernische Ökonomische Gesellschaft würdigten Schenk 1818, 1820 und 1825 mit Mitgliedschaften. Das Heimatmuseum Langnau im Chüechlihus widmete dem «genialen Erfinder und Pionier der Technik» eine erweiterte Ausstellung (1. Mai bis 29. November 1998). Es zeigt ein funktionierendes Modell seiner Dampfmaschine aus der Sammlung von Hans Kläy.
Christian Schenk starb am 20. November 1834 in Bern.

## Veröffentlichungen
- Tagebuch Christian Schenk’s, des ältern, Mechanikus in Bern, über seine, vom 4. Brachmonat bis 19. Heumonat 1818, gemachte Reise von Bern auf Paris und seinen Aufenthalt daselbst. 1837.
- [Friedrich] Trechsel (Hrsg.): Christian Schenk’s, Mechanikus, Reise-Tagebuch nach Paris 1818. K. J. Wyss, 1893.

## Belege
1. 1 2 3 4  Christoph Zürcher: Christian Schenk. In: Historisches Lexikon der Schweiz. (Stand: 15. April 2019)
2. ↑  Franziska Metzger: Schenk, Carl. In: Neue Deutsche Biographie (NDB). Band 22, Duncker & Humblot, Berlin 2005, ISBN 3-428-11203-2, S. 672 f. (Digitalisat). (abgerufen am 5. Mai 2022)
3. ↑  Peter Müller-Grieshaber: Schenk (BE). In: Historisches Lexikon der Schweiz. (Stand: 11. Oktober 2010)
4. ↑  Dampfzentrum Winterthur: Informationen zur Modellsammlung von Hans Kläy. Stand April 2022.

| Personendaten    | Personendaten                                    |
| ---------------- | ------------------------------------------------ |
| NAME             | Schenk, Christian                                |
| ALTERNATIVNAMEN  | Schenk, Christian der Ältere; Schenk, Mechanikus |
| KURZBESCHREIBUNG | Schweizer Mechaniker, Konstrukteur und Erfinder  |
| GEBURTSDATUM     | 1. Oktober 1781                                  |
| GEBURTSORT       | Schwimmbach, Schweiz                             |
| STERBEDATUM      | 20. November 1834                                |
| STERBEORT        | Bern, Schweiz                                    |